# This is PiL
This is PiL es el noveno álbum de estudio de Public Image Ltd., o el décimo contando a Commercial Zone. También es el primero de en 20 años, fue lanzado el 28 de mayo de 2012 por el sello discográfico propio de la banda, PiL Official. Una edición de lujo limitada fue publicada junto al DVD en vivo titulado There is a PiL In Heaven.

## Trasfondo
Public Image Ltd. regresó en 2009, tras un hiato de 17 años. John Lydon financió la reunión usando el dinero ganado haciendo un comercial para la televisión inglesa para la mantequilla Country Life. "El dinero que gané de eso ha ido por completo para reformar PiL", dijo Lydon. En noviembre de 2009, Lydon dijo que PiL podría volver a entrar en el estudio si podía conseguir el dinero suficiente de su gira de diciembre o de una compañía de discos.
La nueva formación (que consta de Lydon, los miembros anteriores Bruce Smith y Lu Edmonds, junto al multinstrumentista Scott Firth) comenzó a salir de gira a fines de 2009 y tocó con críticas generalmente positivas. El primero de julio de 2011, PiL entró nuevamente al estudio para grabar nuevo material. En septiembre de 2011, se reveló que había terminado recientemente su nuevo álbum. El 21 de febrero de 2012, se anunció oficialmente que un EP de 4 temas, One Drop, sería lanzado el Record Store Day el 21 de abril y This Is PiL el 28 de mayo.

## Lista de canciones
1. "This is PiL" - 3:39
2. "One Drop" - 4:51
3. "Deeper Water" - 6:07
4. "Terra Gate" - 3:47
5. "Human" - 6:02
6. "I Must be Dreaming" - 4:13
7. "It Said That" - 4:08
8. "The Room I Am in" - 3:07
9. "Lollipop Opera" - 6:54
10. "Fool" - 5:52
11. "Reggie Song" - 5:48
12. "Out of the Woods" - 9:41

- Las descargas de iTunes del álbum también cuenta con un exclusivo vídeo de 15 minutos filmado durante la grabación del álbum en el Cotswolds Steve Winwood estudio en 2011, dirigido, producido y filmado por John Rambo Stevens y Walter Jaquiss.

### DVD extra en la edición de lujo -There is a PiL In Heaven
Actuación en vivo grabada en Londres, Heaven Nightclub, 2 de abril de 2012
1. "Deeper Water"
2. "This Is Not a Love Song"
3. "Albatross"
4. "Reggie Song"
5. "Disappointed"
6. "Warrior"
7. "Religion"
8. "USLS1"
9. "Death Disco"
10. "Flowers of Romance"
11. "Lollipop Opera"
12. "Bags / Chant"
13. "Out of the Woods"
14. "One Drop"
15. "Rise"
16. "Open Up"

## Miembros
- John Lydon - Voz
- Lu Edmonds - Guitarra, saz, banjo, coros
- Scott Firth - Bajo, sintetizador, coros
- Bruce Smith - Batería, coros